# Showcircus
Der Showcircus (zuvor Circus Luna und Circus Francordia) ist ein Zirkusunternehmen in Deutschland. Breitere Bekanntheit erlangte der Zirkus, nachdem ein Passant durch einen Elefanten des Zirkus getötet worden war.

## Geschichte
Nach eigenen Angaben des Zirkus existiert dieser seit dem 17. Jahrhundert. Nach einer Enteignung durch die DDR im Jahr 1960 zog der damalige Inhaber Walter Frank nach Rheinland-Pfalz, wo der Zirkus als Circus Luna 1971 neu eröffnet wurde.
Ab dem Jahr 2000 stand der Zirkus Luna unter der Leitung von Stefan Frank im Fokus der Tierschutzorganisation PETA die öffentlich kritisierte, es würden der Elefant „Benjamin“ (auch „Baby“ genannt), sowie zwei Bären „unter mangelhaften Lebensbedingungen gehalten werden“. Gegen den Zirkus wurden infolge mehrere Demonstrationen und Online-Petitionen organisiert sowie Strafanzeigen gestellt. Vertreter des Zirkus widersprechen den Vorwürfen. Es kam zu keiner Verurteilung.
Am 13. Juni 2015 kam des zu einem Zwischenfall mit der Elefantenkuh Baby, die aus ihrem Gehege in Buchen im Odenwald freigekommen war und einen 65-jährigen Mann tötete. Die genauen Umstände konnten nicht ermittelt werden.
Für einen Neuanfang wurde der Zirkus im März 2015 in Circus Francordia umbenannt und wenige Monate später in Showcircus. Der Elefant wurde in das Safariland Stukenbrock abgegeben und seit Sommer 2015 traten im Zirkus keine Wildtiere mehr auf.
Im Rahmen der gerichtlichen Aufarbeitung erhielt der Zirkusdirektor im Oktober 2016 einen Strafbefehl über 90 Tagessätze zu je 70 Euro wegen fahrlässiger Tötung.